# Nannopopillia major
Nannopopillia major är en skalbaggsart som beskrevs av Gilbert John Arrow 1899. Nannopopillia major ingår i släktet Nannopopillia och familjen Rutelidae. Inga underarter finns listade i Catalogue of Life.